# Anumeta uniformis
Anumeta uniformis är en fjärilsart som beskrevs av W. Warren 1913. Anumeta uniformis ingår i släktet Anumeta och familjen nattflyn. Inga underarter finns listade i Catalogue of Life.